# Thierry Scherrer

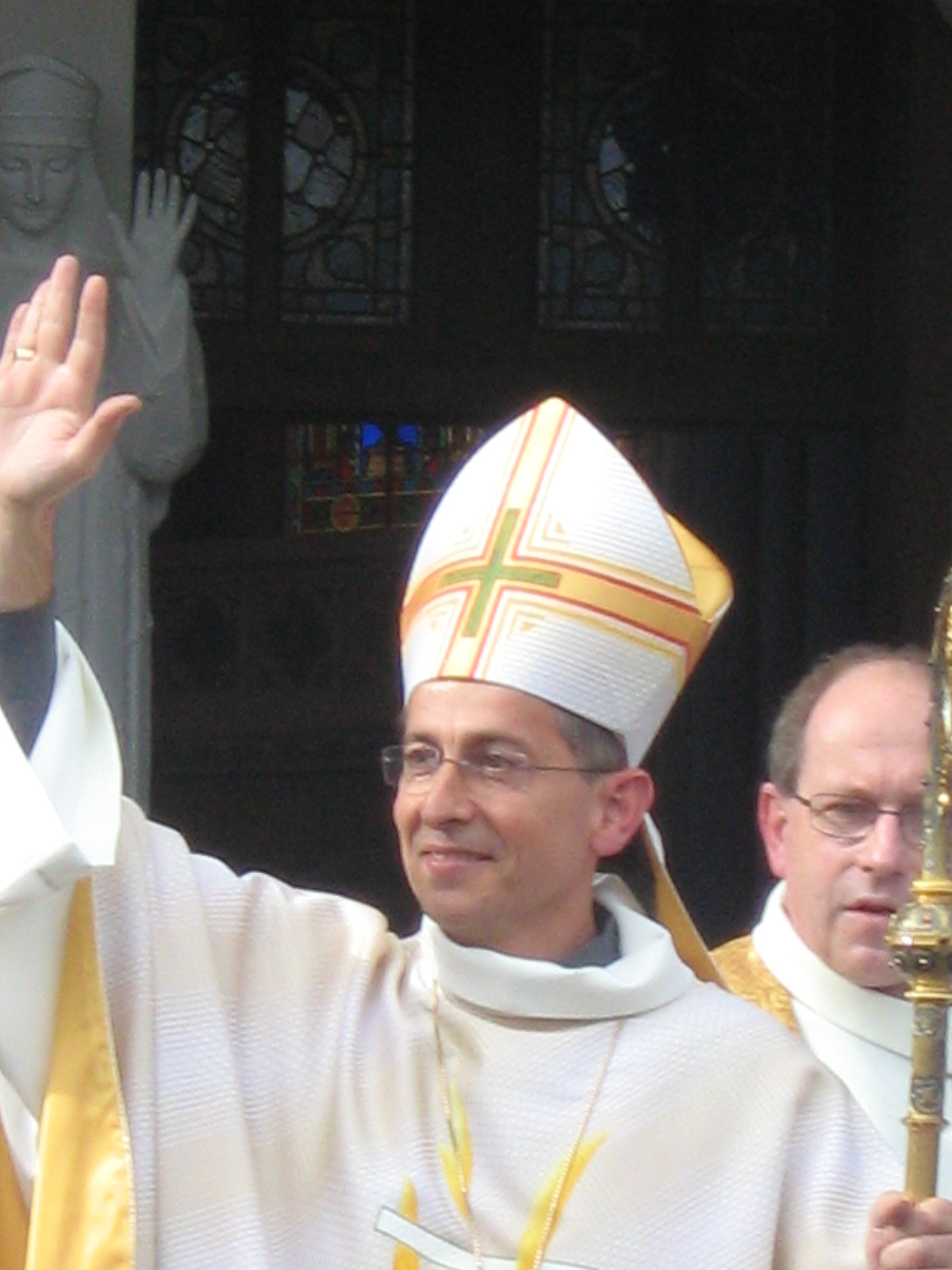
Bischof Thierry Scherrer (2008)

Wappen als Bischof von Laval

Thierry Marie Scherrer (* 22. Januar 1959 in Versailles, Region Île-de-France, Frankreich) ist ein französischer Geistlicher und römisch-katholischer Bischof von Perpignan-Elne.

## Leben
Thierry Scherrer studierte zunächst Literaturwissenschaften in Montpellier und Medizin in Marseille. 1981 trat er in das Priesterseminar von Paray-le-Monial ein und studierte von 1984 bis 1987 Katholische Theologie und Philosophie am Seminar Saint-Luc in Aix-en-Provence. Nach weiteren Studien am Institut d’Etudes Théologiques (IET) in Brüssel von 1987 bis 1989 wurde er an der Päpstlichen Universität Gregoriana in Theologie promoviert.
Er empfing am 26. Juni 1988 die Priesterweihe für das Erzbistum Aix und war zunächst in der Seelsorge tätig, unter anderem als Vikar an der Kathedrale Saint-Sauveur in Aix-en-Provence und Studentenpfarrer. Von 1996 bis 2004 lehrte er am Priesterseminar Saint-Luc, war Superior am bischöflichen Propädeutikum Saint-Jean-Baptiste in Aix. Von 1998 bis 2004 war er Priester in Bouc-Bel-Air und Cabriès-Calas. 2004 wurde er Pfarrer der Pfarrei Puyricard und Dekan von Aix-Sainte Victoire; ab 2006 übernahm er die Pfarreien Peyrolles, Jouques, Meyrargues, Le-Puy-Sainte-Réparade, Saint-Canadet und Saint-Paul-lès-Durance sowie die Seelsorgeeinheit Aix-Val de Durance. Im Jahr 2007 wurde er zum Dompfarrer an der Kathedrale von Aix-en-Provence und Dekan von Sainte-Victoire bestellt.
Am 21. Mai 2008 ernannte ihn Papst Benedikt XVI. zum Bischof von Laval. Die Bischofsweihe spendete ihm der Erzbischof von Rennes, Pierre d’Ornellas, am 6. Juli 2008 in der Basilika Notre-Dame in Pontmain; Mitkonsekratoren waren der Erzbischof von Marseille, Bernard Kardinal Panafieu, und der Erzbischof von Aix, Claude Feidt.
Am 11. April 2023 ernannte ihn Papst Franziskus zum Bischof von Perpignan-Elne. Die Amtseinführung fand am 18. Juni desselben Jahres statt.